# Ampelocissus artemisiifolia
Ampelocissus artemisiifolia är en vinväxtart som beskrevs av Jules Émile Planchon. Ampelocissus artemisiifolia ingår i släktet Ampelocissus och familjen vinväxter. Inga underarter finns listade i Catalogue of Life.